# هوي هانسن
هوي هانسن (بالإنجليزية: Howie Hansen)‏ هو لاعب كرة قدم كندية أمريكي، ولد في 5 سبتمبر 1925 في لوغان في الولايات المتحدة، وتوفي في 11 أبريل 1952 في يوتا في الولايات المتحدة.

## وصلات خارجية
- هوي هانسن على موقع JustSportsStats.com (الإنجليزية)